# Giuseppe Uncini
Giuseppe Uncini (Fabriano, 31 gennaio 1929 – Trevi, 31 marzo 2008) è stato uno scultore e pittore italiano, celebre per le sue opere in ferro e cemento.
(Giuseppe Uncini)

## Biografia
Frequenta l'Istituto d'Arte di Urbino e, nel 1953, si trasferisce a Roma. Partecipa alla Quadriennale di Roma a partire dalla mostra del 1955. Espone a Fabriano presso il Chiostro Quattrocentesco ed a Roma alla Galleria "Appia Antica".
Nel 1958 realizza il "Primocementoarmato", una tavoletta di cemento grezzo rinforzato da rete e ferri, e proseguendo nell'anno successivo nella sperimentazione con questo materiale. Nel 1962 costituisce con Gastone Biggi, Nicola Carrino, Nato Frascà, Achille Pace e Pasquale Santoro il Gruppo Uno per una valorizzazione del ruolo sociale nell'arte. Inizia la serie dei "ferrocementi" e quella delle "strutturaespazio".
Numerose le mostre personali e collettive: Bologna, Palazzo Re Enzo; Firenze, Il Quadrante; Venezia, Il Cavallino; Quadriennale di Roma 6 edizioni; Biennale di Venezia; Torino, Christian Stein; e molte altre. Nel 1962 è fra i vincitori del Premio Spoleto; agli artisti prescelti fu dedicato un saggio corredato dalla riproduzione in grande formato (bianco e nero e quadricromie) delle opere esposte.
Nel 2008 la carriera di Giuseppe Uncini raggiunge un importante traguardo con la pubblicazione del Catalogo Ragionato della sua opera, curato da Bruno Corà e presentato alla Fiera di Bologna. Durante lo stesso anno, l'artista intraprende una nuova fase creativa con il ciclo "Artifici" e riceve l'incarico di realizzare una scultura per il Parco del MART di Rovereto. Contemporaneamente, inizia a preparare una grande mostra antologica destinata a tre prestigiose sedi museali europee: lo ZKM di Karlsruhe, il MART di Rovereto e il Landesmuseum Joanneum di Graz.
Il legame dell'artista con l'Umbria viene celebrato nel 2011 a Foligno, dove il CIAC - Centro Italiano Arte Contemporanea organizza un'esposizione che mette in dialogo le sue prime opere in cemento armato con i lavori più recenti. La consacrazione definitiva arriva nel 2019, quando la Galleria Nazionale d'Arte Moderna gli dedica l'importante retrospettiva "Giuseppe Uncini. Realtà in equilibrio".
L'ultima opera realizzata da Giuseppe Uncini è "Epistylium" (2007 – 2009), una scultura in calcestruzzo armato alta oltre sei metri, e realizzata per uno spazio espositivo all'aperto del Mart di Rovereto e parte della sua collezione permanente.
Giuseppe Uncini muore nella notte tra il 30 e il 31 marzo 2008 nella sua casa di Trevi (Perugia) a seguito di un malore.

## Riconoscimenti
Nel 1988, l'Accademia dei Lincei gli conferisce il Premio Feltrinelli ex aequo per la Scultura.

## Giuseppe Uncini nei musei
- Museo di arte contemporanea (Roma) MACRO  di Roma
- Museo del 900 (Milano)
- Collezione Roberto Casamonti, Firenze